# Maransis lineolatus
 Maransis lineolatus is een wandelende tak uit de familie Bacillidae. De wetenschappelijke naam van deze soort is voor het eerst voorgesteld als Leptinia lineolata door Karl Brunner von Wattenwyl in een publicatie uit 1907.
De soort komt voor in KwaZoeloe-Natal (Zuid-Afrika).